# Rodger Saffold
(en) Statistiques sur pro-football-reference
Rodger P. Saffold III, né le 6 juin 1988 à Bedford au Ohio, est un joueur professionnel américain de football américain en National Football League (NFL). 
Il joue au poste d'offensive guard pour la franchise des Bills de Buffalo depuis 2022.

## Biographie
Saffold joue son football américain universitaire avec les Hoosiers de l'université de l'Indiana.[réf. nécessaire]
Ses performances[Lesquelles ?] à Bloomington lui permettent sélectionné au deuxième tour de la draft 2010 par les Rams de Saint-Louis[réf. nécessaire].
Après son contrat de débutant (rookie), il signe un contrat de cinq ans avec les Raiders d'Oakland, mais ne rejoint pas l'équipe après avoir échoué à un examen de santé.[réf. nécessaire] Il retourne chez les Rams qui lui donnent un nouveau contrat.
Il rejoint en 2019 les Titans du Tennessee où il signe un contrat de quatre ans. À la fin de la troisième année de ce contrat et après avoir joué douze saisons dans la ligue, il est sélectionné pour son premier Pro Bowl au terme de la saison 2020.[réf. nécessaire]
Pour respecter le budget salarial de la franchise, il est libéré par les Titans et signe avec les Bills de Buffalo. En 2022, il est de nouveau sélectionné pour disputer le Pro Bowl en remplacement de Quenton Nelson, blessé.